# Cayo Grueso
Cayo Grueso, (en francés Grosse Caye y también conocido como La Grosse Caye)) es el nombre que recibe una pequeña isla del país caribeño de Haití, que está situado en el departamento de Sur, distrito de Aquin, y en la comuna de Aquin. 